# Signes extérieurs de richesse (chanson)
Singles de Johnny Hallyday
J'ai épousé une ombre
(1983) L'amour violent
(1983)
Signes extérieurs de richesse est une chanson de Johnny Hallyday sortie en 1983.
Extraite de l'album Entre violence et violon, dont elle précède la parution, elle est diffusée en face B d'un 45 tours paru le 6 juin 1983.
La même année, la chanson est la bande originale du film Signes extérieurs de richesse de Jacques Monnet.

## Histoire
Avec Signes extérieurs de richesses, le chanteur ironise, dans un humour caustique autant que provoquant, sur certaines décisions économiques adoptées depuis l'alternance politique de 1981, qui a vu François Mitterrand succéder à Valéry Giscard d'Estaing à la présidence de la République française et pour la première fois sous la Cinquième, la Gauche accéder au pouvoir : création de l'impôt sur les grandes fortunes, contrôle des changes (cette seconde mesure, est – comme on le verra plus bas – particulièrement mise en exergue dans une autre chanson, J'ai perdu la tête, issue des mêmes sessions d'enregistrements et restée inédite à l'époque) :
« ... Quand je pense que dans mes disques, Ma voix vibre sous un diamant, Je me dis que je prends des risques, Des risques d'or évidemment

Signes extérieurs de richesse, Signes extérieurs de santé, C'est pas prudent dans le contexte, de la socio-société, [...],
Les faux cracheurs de discours, Tous les jeteurs de poudre aux gens, Faudra bien qu'ils paient à leur tour, Puisque la parole est d'argent, [...],

Mais tout se paie, heureusement, Et quitte à vous paraître snob, Je vais gagner beaucoup d'argent, Et mourir pauvre pauvre comme Job »
(texte de Claude Lemesle et Johnny Hallyday)
Signes extérieurs de richesses détonne quelque peu dans le répertoire de Johnny Hallyday, peu enclin aux thèmes politiques...
Il y a toutefois quelques précédents, notamment avec la période Philippe Labro (1970 - 1971), durant laquelle Hallyday enregistre plusieurs titres engagés, C'est écrit sur les murs, Poème sur la 7e (album Vie), Flagrant délit, L'Autre Moitié (album Flagrant délit). Ou encore, en 1981, Monsieur Paul (album En pièces détachées), où (sur un texte de Didier Barbelivien), il invective le dit Monsieur Paul, symbolisant l'homme politique toutes tendances confondues, pour lui dire son désintérêt pour la parole politicienne (discours qu'il compare à du chant en playback, dont le locuteur « confond les paroles et la musique ».

Il y aura aussi (en 1984 - album Drôle de métier), Génération banlieue écrit par le journaliste Serge Loupien, qui dénonce le mal-vivre des jeunes des banlieues et anticipe l'avènement des violences urbaines (« mon avenir il est tout tracé, Une cage à Fleury ou en béton armé, C'est sûr qu'un soir ça va péter, C'est sûr qu'un soir ça va cogner, [...], Ma banlieue va exploser »).
À l'automne 1983, la chanson est la bande originale du film au titre identique de Jacques Monnet, une comédie qui met en scène les déboires d'un vétérinaire « victime » d'un contrôle fiscal. « Johnny chantant l'histoire d'un type aisé qui risque de se faire dépouiller par le fisc, voilà qui ne manque pas de piquant ! », souligne Daniel Lesueur.

En studio à Nashville, durant les mêmes séances d'enregistrements, Johnny Hallyday « enfonçant le clou », enregistre un second titre dans la « même veine », J'ai perdu la tête sur lequel il se gausse cette fois de la mise en place du carnet de change, limitant à 2 000 francs par an la somme que chaque touriste français peut emporter à l'étranger, (la chanson reste inédite jusqu'en 1993) : 
« ... Quand j'entends c' que j'entends, J' vois c' que je vois, La folie me guette, J'ai perdu la tête, J'ai vu à la télé, Un mec qui veut mon bien, Froidement déclarer "Pour les vacances tintin", [...], Et puis ma p'tite amie, Qui n' comprend jamais rien, Me dit "partons Johnny pour un pays lointain", [...], Oh ! Mon dieu qu'elle est bête, J'ai dit "t'as rien compris, on reste ici", [...], On ira demain, Chez ton vieux parrain, Là du côté de Romorantin, [...], La folie me guette, j'ai perdu la tête »
(paroles : droits réservés)

## Musiciens
- voir ici

## Réception
Le 45 tours Pour ceux qui s'aiment (sur lequel Signes extérieurs de richesse est en face B) se classe n°13 des ventes en France et s’écoule à plus de 250 000 exemplaires.

## Discographie
1983 :
- 6 juin : 45 tours Philips 812860 7[9] : Pour ceux qui s'aiment, Signes extérieurs de richesse
- 9 septembre : 33 tours Philips 814374[9] : album Entre violence et violon
- 24 octobre : 45 tours Philips 814896 7[2] BOF du film Signes extérieurs de richesse : Signes extérieurs de richesse, When You Turn Out The Light

Johnny Hallyday enregistre également une adaptation anglaise de Signes extérieurs de richesses, On The Edge Of The Edge

- 1984 : album En V.O.

Discographie live :
- 1984 : double album Johnny Hallyday au Zénith